# La Courbe de tes yeux
La Courbe de tes yeux est un poème de Paul Éluard, sans titre, commençant par « La courbe de tes yeux fait le tour de mon cœur » et se terminant par « Et tout mon sang coule dans leurs regards ». Ce poème, écrit par Paul Éluard en 1924, paraît dans son recueil Capitale de la douleur publié en 1926.

## Contexte
Paul Éluard est encore très épris de Gala, une jeune Russe dont il a fait la connaissance en 1912 dans un sanatorium, et qu'il a épousée en 1917. Mais en 1924, l'année où ce poème est écrit, Gala est devenue la maîtresse de Max Ernst, et pose pour lui. Malheureux, Éluard part quelques mois faire le tour du monde.
Dans La Courbe de tes yeux, Éluard évoque les yeux et le regard de celle qu'il aime encore.

## Poésie
La courbe de tes yeux fait le tour de mon cœur,
Un rond de danse et de douceur,
Auréole du temps, berceau nocturne et sûr,
Et si je ne sais plus tout ce que j’ai vécu
C’est que tes yeux ne m’ont pas toujours vu.

Feuilles de jour et mousse de rosée,
Roseaux du vent, sourires parfumés,
Ailes couvrant le monde de lumière,
Bateaux chargés du ciel et de la mer,
Chasseurs des bruits et sources des couleurs,

Parfums éclos d’une couvée d’aurores
Qui gît toujours sur la paille des astres,
Comme le jour dépend de l’innocence
Le monde entier dépend de tes yeux purs
Et tout mon sang coule dans leurs regards.

Paul Eluard, Capitale de la douleur, 1926

## Analyse
Comme dans d'autres pièces du même recueil Capitale de la douleur, ce poème La Courbe de tes yeux reste cependant plus marqué par l'amour, et par le souvenir nostalgique de cet amour, que par la trahison et la blessure.
Éluard suit la règle classique du blason, centré ici sur les yeux et le regard de la femme aimée, sur un mode courtois et voluptueux, proche de la sensualité.
Dès le premier vers avec la courbe des yeux de la femme aimée, et dans la suite du poème, les images circulaires se succèdent, : « La courbe de tes yeux fait le tour de mon cœur,/ Un rond de danse et de douceur,/ Auréole du temps, berceau nocturne et sûr,... »
Partant des images physiques et physiologues et de la métaphore corporelle, le poète surréaliste va bien au-delà, avec sa magie des mots presque contradictoires, défiant les lois de la logique et de la physique. Les associations surréalistes enrichissent ainsi les images : « auréole du temps », « feuilles de jour », « mousses de rosée », « sourires parfumés », « parfums éclos », « couvée d'aurores », « paille des astres »… 
La construction et le rythme du poème assurent son unité, par les juxtapositions, compléments de nom, épithètes, et les hémistiches se répondant ou se poursuivant d'un vers à l'autre. 
L'ensemble converge vers le dernier vers « Et tout mon sang coule dans leurs regards », où les yeux de la femme aimée, dont le regard est séducteur au premier vers puis protecteur et maternel, deviennent les miroirs et réceptacles du sang, du principe vital du poète,.